# Musée du festival de la chanson
Le musée du festival de la chanson (en estonien : Laulupeomuuseum) est un musées à Tartu en Estonie.

## Exposition permanente
Le Musée du Festival de la Chanson est situé dans l'ancien bâtiment de l'association Vanemuine dans le quartier d'Ülejõe et le musée traite des traditions initiées par cette association.
Le bâtiment, construit dans le style classique de la première moitié du XIXe siècle, est un monument culturel et une maison ayant une signification importante pour l'Estonie.
Dans les années 1870-1903, les membres de l’association Vanemuine y ont jeté les bases de la tradition des fêtes de la chanson estonienne. D'autres associations qui ont considérablement influencé le développement de la culture nationale ont également trouvé un siège et ont organisé leurs événements dans le bâtiment : l'union des agriculteurs estoniens de Tartu, l'Union des écrivains estoniens et la Société des étudiants estoniens.
Fondée le 24 juin 1865 par Johann Voldemar Jannsen le domaine d'activité de l'association est le chant choral.
Elle est devenue l'une des associations les plus importantes d'Estonie. L'association a commencé à promouvoir le chant masculin et la musique de cuivres, mais elle a rapidement commencé à étendre sa portée. En plus de la musique, les membres et les invités ont assisté à des soirées éducatives et à des rassemblements sociaux mensuels. L'association a emménagé dans le bâtiment le 17 avril 1870.
Le jour de la Saint-Jean 1870, la pièce de theâtre de Lydia Koidula « L'oncle de Saaremaa » a été jouée dans la maison, jetant les bases du théâtre national estonien. 
Dans le jardin entourant le bâtiment, à la fin du XIXe siècle et au début du XXe siècle, se déroulaient des fêtes publiques organisées par la Société des Anciens, auxquelles assistaient les meilleures années près de 10 000 personnes.
En 1907, l'association estonienne des jardins d'enfants de Tartu a acheté le bâtiment et le terrain, et le premier jardin d'enfants national estonien a fonctionné dans le bâtiment jusqu'en 1988. Après cela, le bâtiment a retrouvé une fonction liée au théâtre, abritant le théâtre pour enfants de Tartu, le théâtre de Tartu, le théâtre d'été d'Emajõe.
Le Musée du Festival de la Chanson a ouvert ses portes aux visiteurs le 19 octobre 2007.
Il est un des musées de l'histoire de la ville de Tartu.

## Galerie

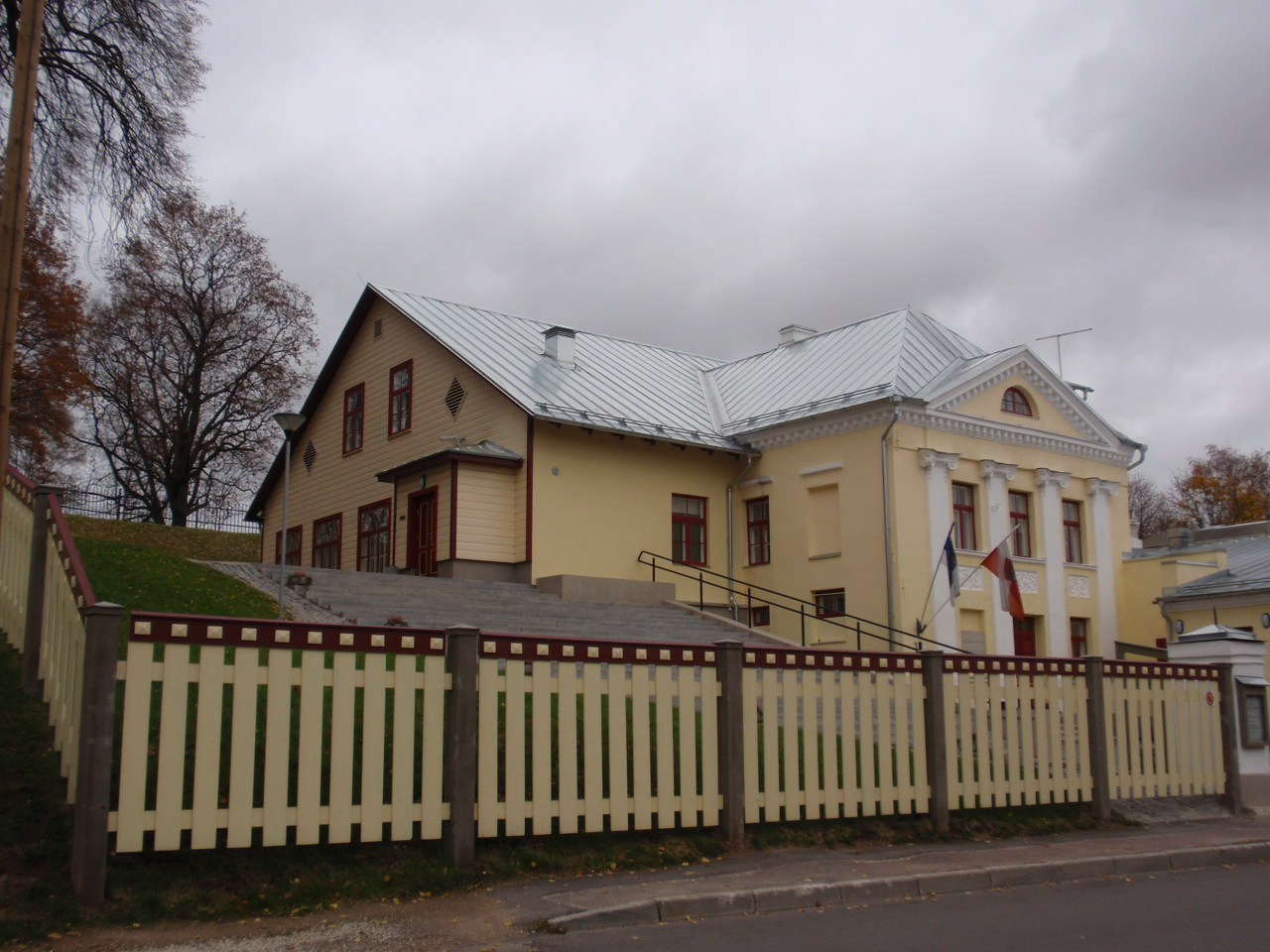
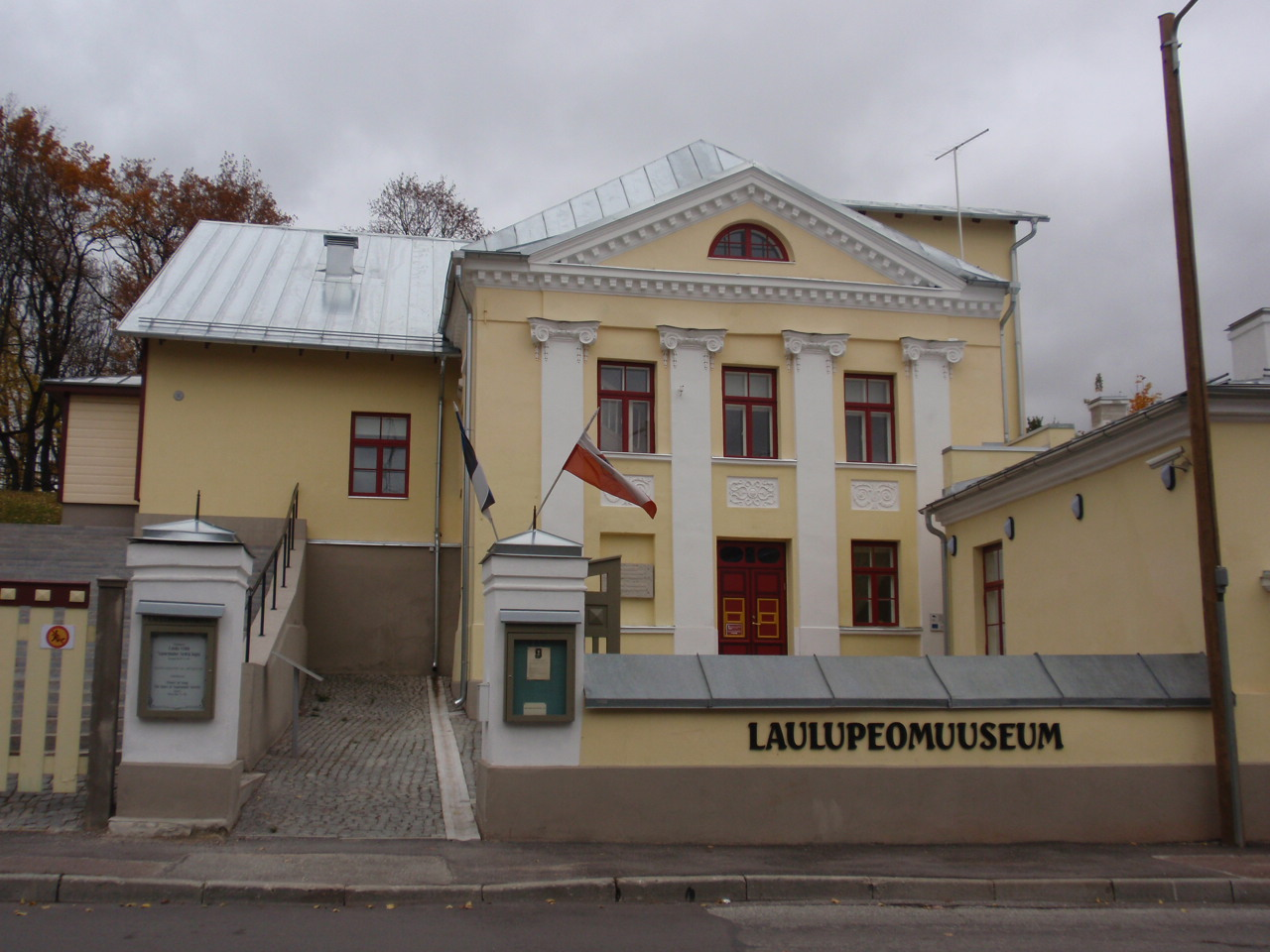